# Cantone di Enghien-les-Bains
Il Cantone di Enghien-les-Bains era una divisione amministrativa dell'arrondissement di Sarcelles.
È stato soppresso a seguito della riforma complessiva dei cantoni del 2014, che è entrata in vigore con le elezioni dipartimentali del 2015.
Comprendeva i comuni di:
- Deuil-la-Barre
- Enghien-les-Bains
- Montmagny